# On Somebody
«On Somebody» (en español, «En alguien») es una canción de la cantante estadounidense Ava Max lanzada como un sencillo promocional el 30 de diciembre de 2019 a través de Atlantic Records. La canción de electropop fue escrita por Max, Lisa Scinta, Nate Cyphert y sus productores Cirkut y Jason Evigan. Las letras describen la naturaleza difícil de dejar una relación.

## Antecedentes
La portada y la fecha de lanzamiento de «On Somebody» fueron filtradas unos días antes del lanzamiento de la canción cuando se encontró un enlace que contenía formas de transmitir la canción. Max había confirmado la portada y la fecha de lanzamiento el 29 de diciembre de 2019 a través de su cuenta de Instagram. La canción fue lanzada el 30 de diciembre de 2019, antes de la presentacipon de Max en el  Dick Clark's New Year's Rockin' Eve al día siguiente. La canción fue escrita por Max, Lisa Scinta, Nate Cyphert y sus productores Cirkut y Jason Evigan.

## Composición
«On Somebody» es una canción de electropop, con letras que describen a una persona que lucha por salir de una relación fallida. La canción comienza con Max cantando la línea de apertura, «El desamor. El desamor es un hijo de puta», que se acompaña de un clavicémbalo con un tratamiento vocal difuso durante la duración de la canción.

## Recepción crítica
India McCarty de Soundigest describió «On Somebody» como «interesante», basándose en cómo Max detalla una relación. Mike Nied de Idolator incluyó la canción como una de sus canciones favoritas de Max, y describió el coro como «identificable». Michael Love Michael de Paper Magazine elogió la canción, escribiendo que «la producción está llena de muchas pequeñas sorpresas para mantener las cosas interesantes» y que la canción «parece decidida a hacerla avanzar».

## Créditos y personal
Créditos adaptados de los metadatos de Apple Music.
- Amanda Ava Koci – voz, composición
- Henry Walter – producción, composición
- Jason Evigan – producción, composición
- Lisa Scinta – composición
- Nate Cyphert – composición

## Posiciones en listas
| Listas (2019)                    | Mejor posición |
| -------------------------------- | -------------- |
| Nueva Zelanda (RMNZ Hot Singles) | 35             |